# NGC 4108A
NGC 4108A је спирална галаксија у сазвежђу Змај која се налази на NGC листи објеката дубоког неба.
Деклинација објекта је + 67° 15' 9" а ректасцензија 12h 5m 49,7s. Привидна величина (магнитуда) објекта NGC 4108 износи 13,8 а фотографска магнитуда 14,6. NGC 4108A је још познат и под ознакама UGC 7088, MCG 11-15-21, CGCG 315-13, PGC 38343.